# Giraya
Metalder Jiban
Giraya (世界忍者戦ジライヤ, Sekai ninja sen Jiraiya) est une série télévisée japonaise du genre tokusatsu en 50 épisodes de 25 minutes diffusée entre le 24 janvier 1988 et le 22 janvier 1989 sur TV Asahi.
En France, la série a été diffusée à partir du 24 mai 1989 sur TF1, dans l'émission Club Dorothée.

## Synopsis
Depuis toujours, deux clans de ninjas s'affrontent : le clan Tokagure regroupe les « bons » ninjas. Le clan Dokusai regroupe les « mauvais » ninjas. C'est au cœur de cette lutte qu'un jeune homme nommé « Toha Yamashy » se créera une réputation de guerrier, sous le nom de « Giraya ».

## Épisodes
1. La naissance de Giraya
2. Une tablette très convoitée
3. L'émeraude d'Istanbul
4. L'affaire du collier
5. Le sabre laser
6. La vengeance de Uha
7. Les trafiquants d'armes
8. Le complot
9. Le trésor de Paco
10. Une alliance redoutable
11. L'énigme
12. Le ninja et les mauvais garçons
13. Un festival peu ordinaire
14. Ninja rocket contre les racketteurs
15. Le fantôme de Sylvia
16. L'ordinateur de combat
17. Mahoa le démon roi
18. L'énigme de Mahoa
19. La ruse de Paruchis
20. Wildo entre en scène
21. Les scorpions
22. La sœur de Giraya
23. Kidnapping de scientifiques
24. Les amis des animaux
25. Le trésor du Capitaine Croque-Mit
26. Le secret de Shintaro
27. Giraya contre Yagiro
28. Les tablettes sacrées
29. Un ninja en puissance
30. Le mystère de l'épine noire
31. Le sabre de Nogutora
32. Le dortoir hanté
33. Le défi de Tonnerre Sauvage
34. Le vase magique
35. L'apparition de Giraynin
36. Félin noir le mystérieux
37. L'esprit de vengeance
38. Le trio infernal
39. L'araignée aux deux visages
40. L'envoûtement de Giraya
41. Le retour de Nos
42. Une ressemblance frappante
43. La vengeance de Zaldar
44. L'adieu aux armes
45. Trahison
46. Une dure épreuve
47. Giraynin en péril
48. Le mystère de la planète noire
49. Le dernier combat
50. Paix sur la Terre

## Distribution
- Takumi Tsutsui : Toha Yamashy/Giraya
- Masaaki Hatsumi (voix : Dai Nagazawa) Tetsuzan Yamashy
- Megumi Sekiguchi : Kei Yamashy/ Emiha
- Takumi Hashimoto : Manabu Yamashy
- Tomoko Taya (VF : Laurence Sacquet) : Reika Yagyū/Kinin Reiha (Reiha en VO)
- Masayuki Suzuki (ja) : Henry Rakushin
- Noriaki Kaneda (voix : Shōzō Iizuka) : Dokusai
- Ryo Nagamine (voix : Shingo Nagamori) : Retsuga (Retsukiba en VO)
- Hiromi Nohara : Era (Benikiba en VO)
- Issei Hirota : Ryū Asuka/Soonin Toppa
- Machiko Soga : Araigne (Kumogozen en VO)
- Junichi Haruta : Mafuba
- Shōhei Hinoshita : Oruha
- Hitoshi Ōmae : Haburamu
- Miyuki Nagato : Silvia
- Dorothée : Dorothée (Catherine en VO)
- Kenji Ōba : Yagiro
- Hiroshi Kawai : Épine noire
- Toru Ohira : Narrateur (voix VO)

## Anecdotes
- Lors d'un voyage de Dorothée au Japon pour acheter des mangas et autres séries japonaises pour les inclure à ses programmes, les producteurs de Giraya lui proposent de jouer dans un épisode de la série. L'animatrice accepte, c'est donc ainsi qu'on peut la voir en agent du gouvernement français lors de deux épisodes (29 et 31).
- Comme toute série ou manga, Giraya va avoir droit à ses produits dérivés. Bandai sort donc en 1989 une figurine inspirée du héros ninja. Figurine qui s'avérera sans réel lien avec la série (hormis l'armure), le personnage se trouvant être noir, collant et élastique à volonté.
- Dans le premier épisode, on peut voir un maître et ses deux élèves s’entraîner dans leur dôjô. Celui-ci s'appelle Togakure Ryu Bujinkan. L'école de Ninjutsu (ninpo taijutsu) Togakure ryu est dans la réalité la plus ancienne école de Ninjutsu. Cette école est aujourd'hui enseignée au sein du Bujinkan dont Maître Masaaki Hatsumi est le Soke. C'est d'ailleurs lui qui joue le rôle du vieux maître dans le premier épisode. Le kimono et le mon (écusson) que portent le maître et ses élèves sont d'ailleurs les tenues officielles portées par tous les pratiquants du Bujinkan à travers le monde.

kenji Oba est un acteur qui joue également dans X Or et  que l'on peut voir dans cette série